# Koniawy-Podstoczek
Koniawy-Podstoczek – zniesiona część miasta Koniecpola. Położona była w jego południowej części, w rejonie ulicy o nazwie Przedmieście Koniawy.
Nazwę zniesiono 1 stycznia 2025.